# Дракон (созвездие)
Драко́н (лат. Draco) — околополярное созвездие Северного полушария неба. Занимает на небе площадь в 1083 квадратных градуса. В Драконе находится северный полюс эклиптики с экваториальными координатами R.A.=18h00m, Dec=+66°33'.

## Звёзды
Тубан (α Dra) с 3700 до 1500 до н. э. был звездой, ближайшей к северному полюсу Мира. Благодаря прецессии земной оси он снова станет таковой в 21 000 г. н. э.
Хотя обозначение «α Дракона» получил Тубан, самой яркой звездой созвездия является Этамин, γ Dra, 2,23 визуальной звёздной величины. Систематическое определение координат этой звезды привело английского астронома Джеймса Брэдли к открытию в 1725 году явления аберрации света. Египетские пирамиды построены таким образом, что одна сторона пирамиды была обращена на север, а вход в неё геометрически выверен таким образом, чтобы Тубан был виден в ночное время. Слово «тубан» («субан») в переводе с арабского языка означает «змея», «голова змеи».
В Драконе есть несколько двойных звёзд. Кума (ν Дракона) — оптическая двойная звезда, компоненты которой (4,9m) расположены на расстоянии 62″ друг от друга и хорошо различимы в бинокль.
Ещё одна примечательная двойная звезда — Арракис (μ Дракона), что в переводе с арабского значит «плясун».

## Астеризмы
Голова дракона (или Ромб) — неправильный четырёхугольник, состоящий из звёзд β (Растабан), γ (Этамин), ν и ξ Дракона. Соответствует части традиционной фигуры созвездия.
Арабы выделяли в созвездии два астеризма.
Верблюдицы — четыре звезды, образующие кольцо, соответствующее классическому астеризму Голова дракона, представляют верблюдиц, защищающих верблюжат — мелкие звёзды внутри четырёхугольника. Звезда μ Дракона — пятая верблюдица, спешащая на помощь.
Гиены — звёзды ι (Эдасих), θ, η (Альдибаин) и ζ Дракона — четыре гиены, нападающие на караван верблюдов с севера.

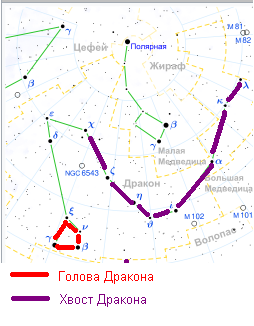
Астеризмы Голова Дракона и Хвост Дракона

## Примечательные объекты
В созвездии Дракона, в четырёхугольнике звёзд ζ, δ, χ и ξ, находится северный полюс эклиптики. Вокруг него с периодом 25 770 лет движется полюс мира, который сейчас находится вблизи Полярной звезды. 
Почти на полюсе эклиптики, между звёздами ξ и χ Дракона, находится зеленовато-голубая планетарная туманность NGC 6543 (Кошачий Глаз). Эта туманность находится на расстоянии около 3000 световых лет от Земли. Она была открыта английским астрономом Уильямом Гершелем в 1786 году. Это 9-я по величине туманность. В любительский телескоп Кошачий Глаз выглядит как размытый сине-зеленый диск. Он имеет очень сложную форму из-за гравитационных взаимодействий между компонентами звёздной системы в ее центре, которая является прародителем туманности, примерно 1000 лет назад.
В 2007 году астрономы обнаружили, что звезда HIP 56948 весьма похожа на Солнце. Также в 2007 году обнаружили сверхновую звезду SN 2007gk в галактике MCG +11-20-27.
Одна из галактик в Драконе — линзообразная галактика NGC 5866 (Веретено).

## Происхождение названия
Древнее созвездие. Включено в каталог звёздного неба Клавдия Птолемея «Альмагест».
Греческий миф гласит, что это дракон Ладон, которого Гера поместила в саду Гесперид для охраны дерева с золотыми яблоками; добывая эти яблоки, Геракл убил дракона. Другой миф отсылает к походу аргонавтов: дракон Колхис, прототип созвездия, охранял золотое руно (см. также Овен), которое должен был добыть Ясон. Также есть версия, что этим драконом был Пифон.
Драко Малфой, персонаж серии книг о Гарри Поттере, назван также в честь созвездия.
Шахматный дебют — вариант дракона — также назван в честь созвездия.

## Поиск на небе
Дракон является приполярным созвездием (то есть незаходящим), и в северных широтах его можно увидеть весь год. Созвездие видно на всей территории России круглый год.
Это длинное созвездие охватывает Малую Медведицу с трёх сторон и тянется от Большой Медведицы до Цефея. Между ковшом Малой Медведицы и Вегой можно различить небольшой неправильный четырёхугольник звёзд — астеризм Голова Дракона с яркой звездой Этамин, а рядом с ней Растабан (соответственно γ и β Дракона). По диагонали от γ расположена ν Дракона (Кума). Завершает четырёхугольник звезда ξ — Грумиум (Нижняя Челюсть Дракона). От Головы Дракона можно проследить за остальными звёздами созвездия.